# Duga Luka
Duga Luka is een plaats in de gemeente Labin in de Kroatische provincie Istrië. De plaats telt 20 inwoners (2001).